# فرد نيلسون
فرد نيلسون (بالإنجليزية: Fred Nelson)‏ هو لاعب دوري الرغبي أسترالي، ولد في 11 يوليو 1934، وتوفي في 11 يونيو 2018.